# ميغيل ميراندا (كرة سلة)
ميغيل ميراندا مواليد 9 أكتوبر 1978 في بورتو، هو لاعب كرة سلة برتغالي. بدأ مسيرته الاحترافية في سنة 1996. يلعب مع فريق نادي بورتو في الدوري البرتغالي لكرة السلة كلاعب وسط. يبلغ طوله 6 قدم 8.7 بوصة (2.0 م). لعب مع كويلوز لكرة السلة من سنة 2000 إلى 2006، ثم لعب مع أوفارينسي لكرة السلة.

## روابط خارجية
- ميغيل ميراندا على موقع الاتحاد الدولي لكرة السلة (الإنجليزية)
- ميغيل ميراندا على موقع الدوري الأوروبي لكرة السلة (الإنجليزية)
- ميغيل ميراندا على موقع كرة السلة الأوروبية.كوم (الإنجليزية)
- ميغيل ميراندا على موقع ريلجم (الإنجليزية)
- ميغيل ميراندا على موقع بروبوليرز (الإنجليزية)
- ميغيل ميراندا على موقع سبورتس رفرنس (الإنجليزية)